# Демократическа партия на социалистите на Черна гора
Демократическата партия на социалистите на Черна гора (на сръбски: Демократска партија социјалиста Црне Горе) е лявоцентристка социалдемократическа политическа партия в Черна гора.
Основана е през 1943 година като черногорско подразделение на Югославската комунистическа партия, сегашното си име приема през 1991 година. Запазва доминиращата си позиция и след падането на тоталитарния режим и демократизацията на страната. Първоначално, ръководена от Момир Булатович, се придържа към просръбска политика, но след като през 1998 година е оглавена от Мило Джуканович партията оглавява процеса на постигане на независимост на Черна гора.
На парламентарните избори през 2012 година водената от Демократическата партия на социалистите на Черна гора Коалиция за европейска Черна гора отново е първа с 39 от 81 места в Скупщината, но за пръв път не разполага със самостоятелно мнозинство.